# Фильтр присоединения
Фильтр присоединения (ФП) — устройство, образующее совместно с конденсатором связи полосовой фильтр или фильтр верхних частот. Фильтр присоединения совместно с конденсатором связи обеспечивает передачу через него с заданными параметрами ВЧ сигналов, и отделение аппаратуры ВЧ-связи от воздействия рабочего напряжения сети и всех видов перенапряжений, возникающих в ней. Фильтры присоединения обычно устанавливаются по концам ЛЭП на территории подстанций.

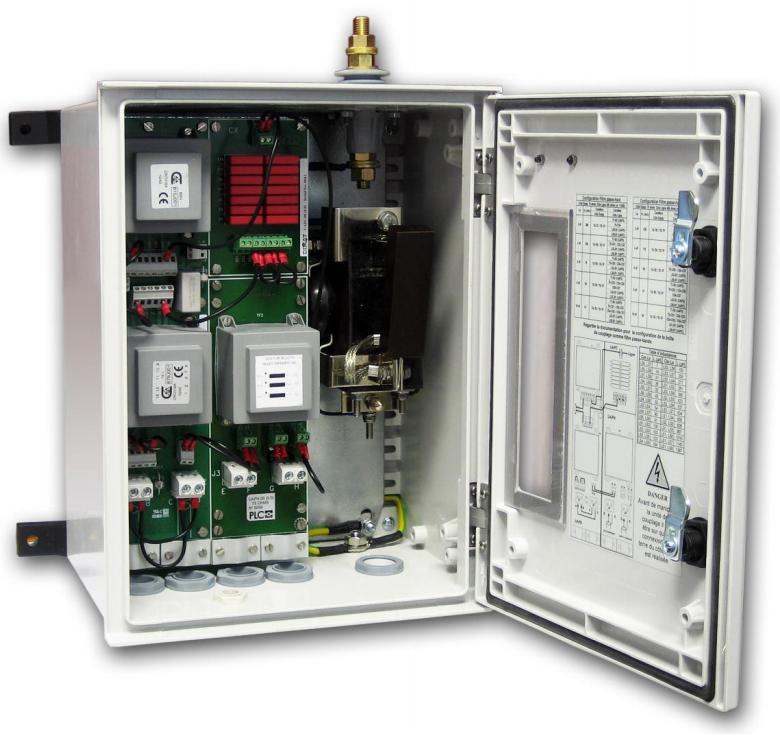
Фильт присоединения UAPA-1

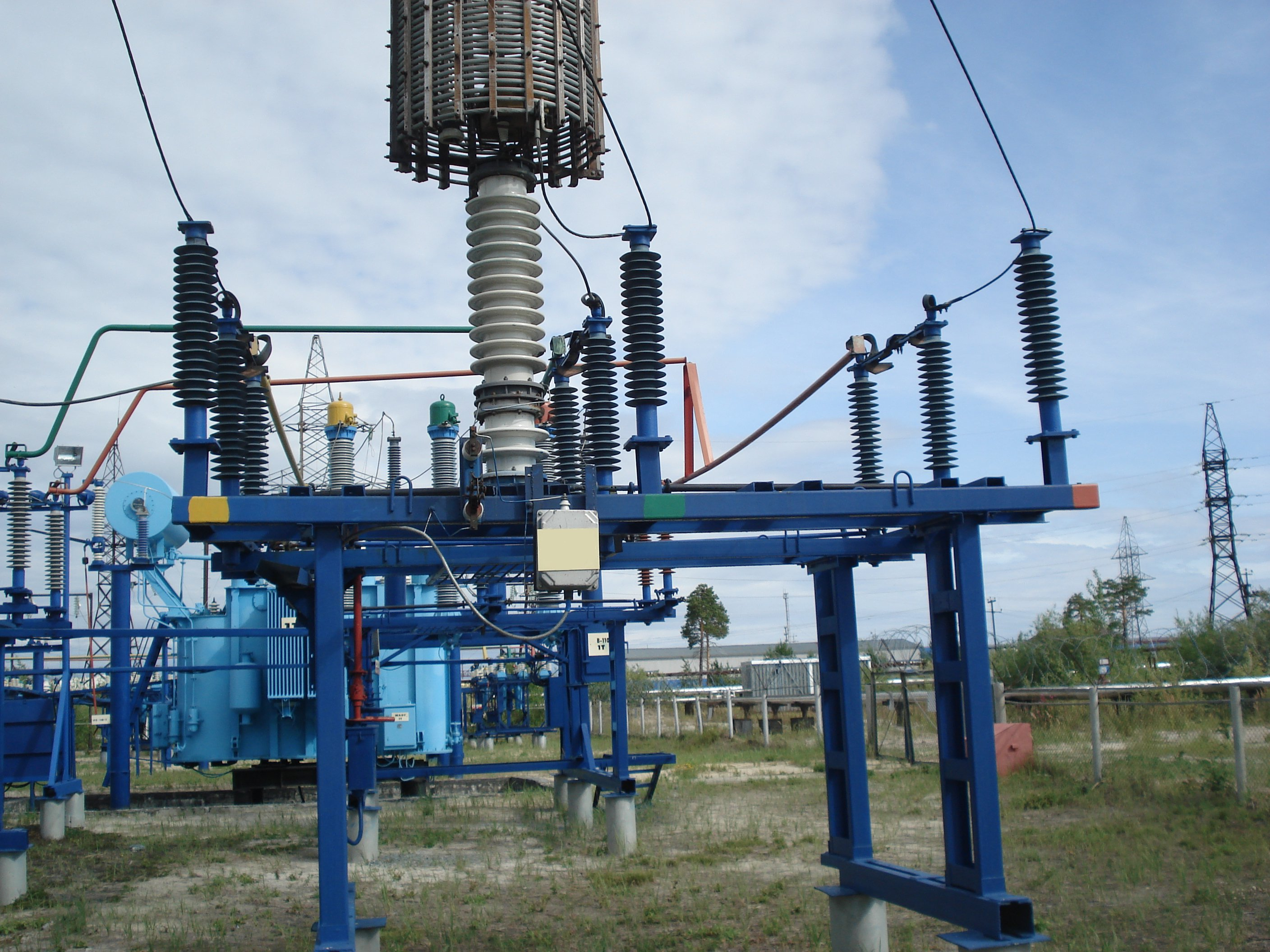
Устройство присоединения ВЧ-связи на заходе ВЛ 110 кВ.

## Применение
Фильтр присоединения, совместно с конденсатором связи позволяют организовать передачу ВЧ-сигналов по высоковольтным линиям электропередачи и в то же время обеспечить защиту от сетевого напряжения и перенапряжений персонал и оборудование.

## Типы фильтров присоединения

### По полосе пропускания
- Широкополосные (44-1000 кГц)

- Узкополосные (Полоса пропускания от 2 кГц)

### По возможности настройки
Различают два типа ФП по возможности подстройки:

- Настраиваемые ФП

- Ненастраиваемые ФП

Правильный подбор и настройка ФП позволяет уменьшить затухания, вносимые устройством присоединения (конденсатор связи с ФП) на частотах передачи оборудования ВЧ-связи, позволяя согласовать номинальное сопротивление со стороны ВЧ кабеля с номинальным сопротивлением со стороны линии.

Настраиваемые ФП являются универсальными устройствами, которые позволяют произвести настройку ФП с помощью набора ёмкостей и индуктивностей включенными в устройство. Данная настройка и перестройка может производиться непосредственно на месте проведения работ с учетом характеристик ЛЭП.
Основными производителями настраиваемых ФП являются иностранные производители: ZIV communications, ABB и др.

Не настраиваемые ФП являются более экономичным решением и зачастую не позволяют произвести точную настройку. Большая часть российских производителей выпускают не настраиваемые фильтры, в связи с чем имеют огромную номенклатуру зависящую от условий применения фильтра присоединения.

## Состав фильтра присоединения
В состав ФП обычно входят основные функциональные элементы, представленные на рисунке: 

КС — конденсатор связи.

ЗН — заземляющий нож, предназначенный для заземления нижней обкладки КС при работах на ФП.

ЗУ1 — защитное устройство со стороны линии, предназначенное для защиты ФП, аппаратуры уплотнения и ВЧ кабеля от коммутационных и атмосферных перенапряжений, приходящих с ВЛ.

ЗЭ — заземляющий элемент, предназначенный для заземления нижней обкладки КС для тока промышленной частоты (50 Гц).

ЭН1 и ЭН2 — элементы настройки, предназначенные для создания вместе с КС схемы фильтра с минимальными потерями в полосе (полосах) пропускания; Элемент ЭН2, кроме того, может быть предназначен для ограничения тока 50 Гц во входных/выходных цепях аппаратуры уплотнения.

СУ — согласующее устройство, предназначенное для согласования сопротивлений линейного ВЧ тракта и ВЧ кабеля.

ЗУ2 — защитное устройство со стороны ВЧ кабеля, предназначенное для защиты аппаратуры уплотнения и ВЧ кабеля от повреждений при коммутационных и атмосферных перенапряжений, приходящих с ВЛ.

УП — устройство присоединения

Указанные функциональные элементы ФП могут существовать как самостоятельные единицы в составе ФП, так и быть частично или полностью объединены. Заземляющий нож может не входить в состав ФП. В этом случае должен устанавливаться внешний заземляющий нож.

## Схемы присоединения ФП
Существуют различные схемы присоединения ФП к высоковольтным линиям электропередачи.

Фаза — Земля

Фаза — Фаза

Две фазы — Земля

Трос — Земля

Трос — Трос

Два троса — Земля